# Фокин, Геннадий Александрович
Геннадий Александрович Фокин (26 июля 1959) — советский и киргизский футболист, защитник.

## Биография
Воспитанник футбольной секции «Луч» (Фрунзе). В соревнованиях мастеров начал выступать в 1977 году в «Алге», провёл следующие четыре сезона в составе команды во второй и первой лигах. В 1979 году, когда «Алга» играла в первой лиге, вышел на поле только в двух матчах. Входил в составе сборной Киргизской ССР на футбольном турнире Спартакиады народов СССР 1979 года.
В 1981 году выступал за «Восток» (Усть-Каменогорск). В 1982—1984 годах снова играл за «Алгу», в 1985—1986 годах возвращался в «Восток», а в 1987—1988 годах опять выступал в «Алге». В 1989 году числился в заявках «Алги» и «Востока», но не сыграл ни одного матча. Всего за карьеру провёл более 200 матчей во второй лиге.
После распада СССР провёл один сезон в высшей лиге Кыргызстана в составе «Сельмашевца» (Бишкек), сыграл 15 матчей и забил два гола.
В дальнейшем играл в чемпионате Кыргызстана среди ветеранов.

## Личная жизнь
Брат Сергей (род. 1961) тоже стал футболистом и играл на позиции защитника, олимпийский чемпион 1988 года в составе сборной СССР.